# Policía Municipal de Mérida
La policía municipal de Mérida es un cuerpo de policía mexicana de ámbito local, encargada de la seguridad pública, tránsito y prevención social del delito en el municipio de Mérida. Es un órgano centralizado del ayuntamiento del municipio, cuyo mando superior es el presidente municipal, en coordinación con las unidades operativas de investigación, de reacción y prevención.

## Historia

### SigloXIX
El Diario de Yucatán tiene un registro histórico que el 31 de agosto de 1881 se publicó la Ley Orgánica de la Policía General en Yucatán, con la que legalmente se estableció la división de dos cuerpos de seguridad en el estado de Yucatán: la policía municipal y la policía de seguridad pública estatal. Sin embargo, no está claro si se creó el cuerpo policial municipal.

### SigloXX
La madrugada del 9 de junio de 1969, elementos del Departamento de Seguridad Pública del Estado de Yucatán, bajo órdenes del gobernador Luis Torres Mesías y sin previa notificación al presidente municipal de Mérida, se apoderaron del edificio de la Policía Municipal, destituyendo del cargo al director. El alcalde de la ciudad, Víctor Correa Rachó, impugnó la legalidad de tal suceso.

### SigloXXI
34 años después, Mérida recobró su policía el 9 de junio de 2003, bajo la administración de la alcaldesa Ana Rosa Payán, la cual reinició con 76 cadetes.
En 2011, el Comité Internacional de la Bandera de la Paz de la ONU otorgó el reconocimiento de "Ciudad de la Paz" a Mérida, debido a su destacable seguridad social. El 9 de junio de 2013, la Policía Municipal de Mérida celebró su décimo aniversario de creación; para dicha fecha, se contaba con un total de 360 agentes y 60 empleados administrativos. En 2014, 50 cadetes se graduaron de la Academia de Policía, integrándose a la Policía Municipal tras casi 10 años de haberse graduado la última generación. En 2017, la policía municipal adquirió 4 vehículos eléctricos adaptados como radiopatrullas, convirtiendo a la ciudad de Mérida y a la misma corporación en una de las primeras ciudades en Latinoamérica en contar con un proyecto de vehículos con cero emisión de contaminantes, a favor del medio ambiente.

## Marco normativo

### Legislación federal

#### Constitución General
La Constitución Política de los Estados Unidos Mexicanos es la máxima Ley en México, en ella, estipula en su artículo 21 lo siguiente:

"La seguridad pública es una función del Estado a cargo de la Federación, las entidades federativas y los Municipios, cuyos fines son salvaguardar la vida, las libertades, la integridad y el patrimonio de las personas, así como contribuir a la generación y preservación del orden público y la paz social, de conformidad con lo previsto en esta Constitución y las leyes en la materia. La seguridad pública comprende la prevención, investigación y persecución de los delitos, así como la sanción de las infracciones administrativas, en los términos de la ley, en las respectivas competencias que esta Constitución señala. La actuación de las instituciones de seguridad pública se regirá por los principios de legalidad, objetividad, eficiencia, profesionalismo, honradez y respeto a los derechos humanos reconocidos en esta Constitución.

Además, la Constiución mexicana señala en su artículo 115 fracción III inciso h, que es función del Municipio de:

"... el servicio público de seguridad pública, en los términos del artículo 21 de esta Constitución, policía preventiva municipal y tránsito.

así como en la fracción VII del mismo artículo, que:

"... La policía preventiva estará al mando del presidente municipal en los términos de la Ley de Seguridad Pública del Estado.

### Legislación local

#### Constitución Estatal
La Constitución Política del Estado de Yucatán, en la fracción VIII del artículo 85-Bis; al igual que la fracción VIII del artículo 34 del Bando de Policía y Gobierno del Municipio de Mérida, que el mismo municipio dispondrá, de manera exclusiva en el ámbito de su jurisdicción, el servicio de:

"...seguridad pública, en los términos del artículo 21 de la Constitución Política de los Estados Unidos Mexicanos, policía preventiva municipal y tránsito, que estarán al mando del Presidente Municipal, en los términos de la ley en materia de seguridad pública del Estado y demás disposiciones aplicables.

#### Normas municipales

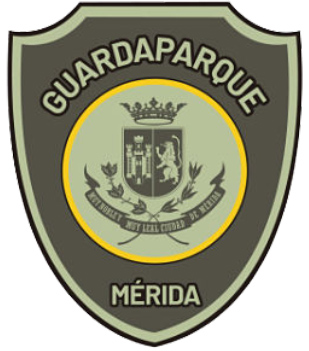
Escudo del Programa de Guardaparques, adscrito a la Policía Municipal de Mérida.

La Policía Municipal de Mérida se encuentra en operación bajo las siguientes normas, reglamentos y leyes de orden municipal:
- Bando de Policía y Buen Gobierno del Municipio de Mérida
- Reglamento Interior de la Policía Municipal de Mérida
- Reglamento del Servicio Profesional de Carrera Policial para el Municipio de Mérida
- Reglamento de Policía y Buen Gobierno del Municipio de Mérida
- Reglamento Interno para Peritos en Hechos de Tránsito Terrestre

## Programa D.A.R.E.

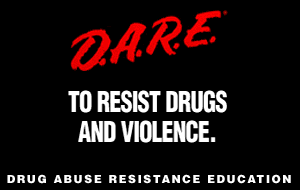
Logotipo internacional del programa D.A.R.E, cuyo programa ha aplicado la Policía Municipal de Mérida.

El Programa de Educación Preventiva Contra el Consumo de Drogas o D.A.R.E del inglés Drugs Abuse Resistence Education es implementado en el municipio desde el año 2008 a través de la Policía Municipal. El Programa D.A.R.E surge en la ciudad de Los Ángeles, California en el año 1983. En México inicia en el año 1990 en la ciudad de Tijuana, Baja California, siendo ubicado su Centro Nacional de Capacitación en Mexicali, desde el año 2002.
De carácter mundial y 100% preventivo, su objetivo principal es eliminar o retardar drásticamente el consumo de tabaco y drogas ilegales en los alumnos de educación preescolar, básica y media superior, asimismo proporciona a las y los alumnos información veraz sobre los riesgos y efectos físicos, emocionales, sociales y legales del consumo del alcohol.
El Programa D.A.R.E. es implementado, al igual que en Mérida, en las siguientes ciudades mexicanas:
- Acatlán de Juárez, Jalisco
- Álamos, Sonora
- Arizpe, Sonora
- Ascensión, Chihuahua
- Chihuahua, Chihuahua
- Guadalajara, Jalisco
- Hermosillo, Sonora
- Jalostotitlán, Jalisco
- Magdalena de Kino, Sonora
- Mexicali, Baja California
- Naucalpan, Estado de México
- Nogales, Sonora
- Obregón, Sonora
- Ojinaga, Chihuahua
- San Luis Río Colorado, Sonora
- San Miguel el Alto, Jalisco
- San Pedro Tlaquepaque, Jalisco
- Santa Catarina, Nuevo León
- Teocaltiche, Jalisco
- Tijuana, Baja California

## Estructura orgánica
Conforme a los artículo 37 al 44 del Reglamento Interior de la Policía Municipal, para el desempeño de sus funciones, la policía de Mérida cuenta con la siguiente estructura jurídico-administrativa:
- Dirección de la Policía Municipal
  - Despacho del Director
    - Área de Asuntos Jurídicos
    - Área de Asuntos Internos y Averiguaciones
    - Área de Administración y Servicios generales
      - Recursos Humanos
      - Recursos Financieros
      - Recursos Materiales
      - Mantenimiento Vehicular
      - Servicios Generales

    - Comandancia de Cuartel y Depósitos de Armas y Equipo
    - Área de Comunicación Social
    - Área de Formación, Capacitación y Actualización

  - Subdirección de Seguridad Ciudadana
    - Área Operativa de Seguridad Pública y Prevención
      - Coordinación de Patrullas, Motocicletas, Rondas y Grúas.

    - Área de Central de Comunicaciones y Control de Mando
    - Área de Supervisión y Enlace
    - Área de Informática y Estadística

  - Subdirección de Servicios Viales
    - Área de Peritos en Hechos de Tránsito Terrestre
    - Área de Ingeniería Vial
    - Área de Servicio Médico
    - Área operativa de Vialidad y Tránsito

  - Subdirección Auxiliar
    - Área de Paramédicos
    - Área de Servicios Especiales
    - Área Coordinadora de Programas Institucionales

## Rangos
La jerarquía de mando de la Policía Municipal se establece de la siguiente manera, de conformidad al artículo 36 del Reglamento Interior de la Policía Municipal de Mérida:
- Presidente Municipal
- Comisario
- Inspector
- Subinspector
- Oficial
- Suboficial
- Policía Primero
- Policía Segundo
- Policía Tercero
- Policía

## Vehículos
La flota vehicular de la policía municipal consta de:

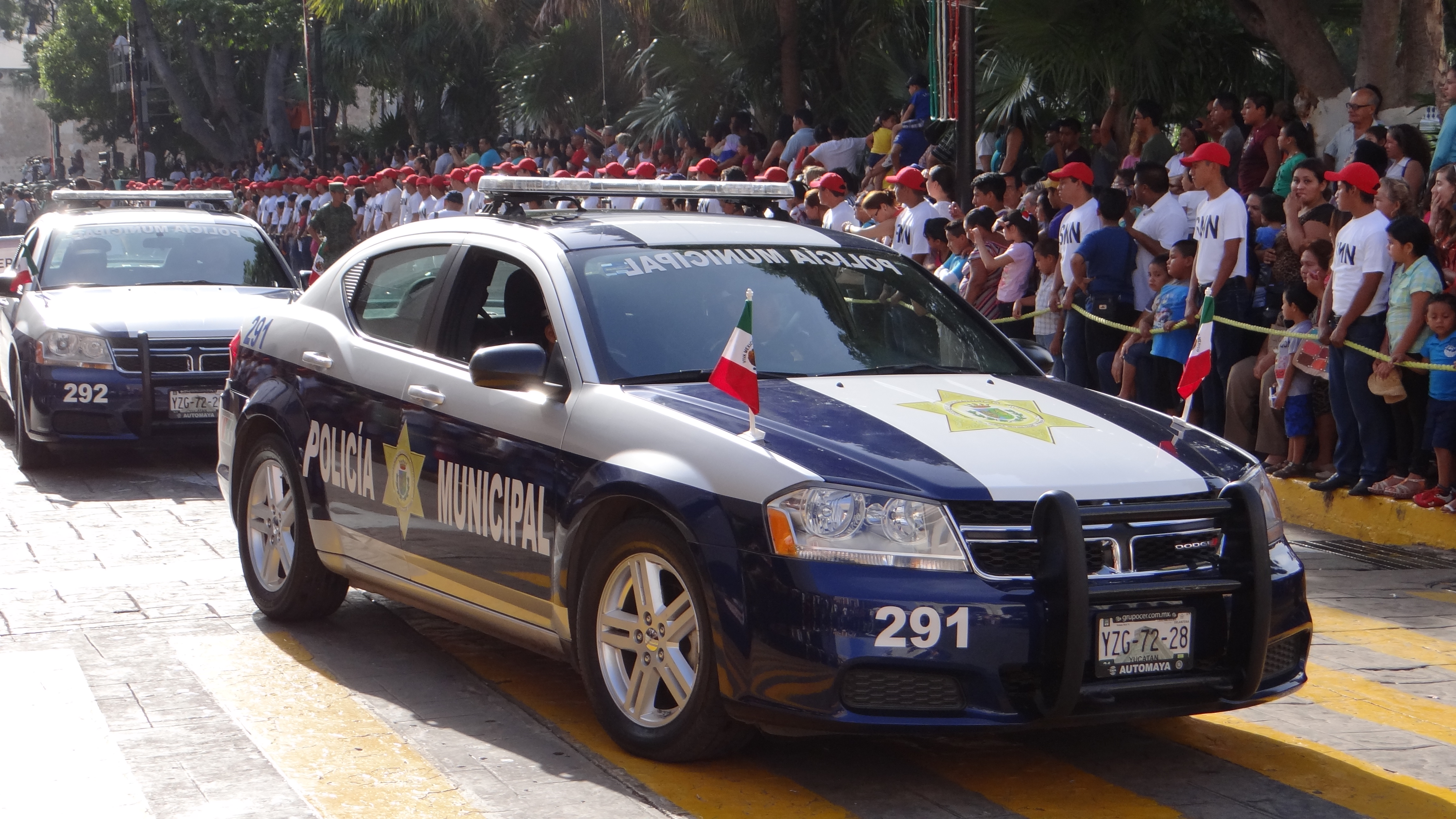
Dodge Avenger
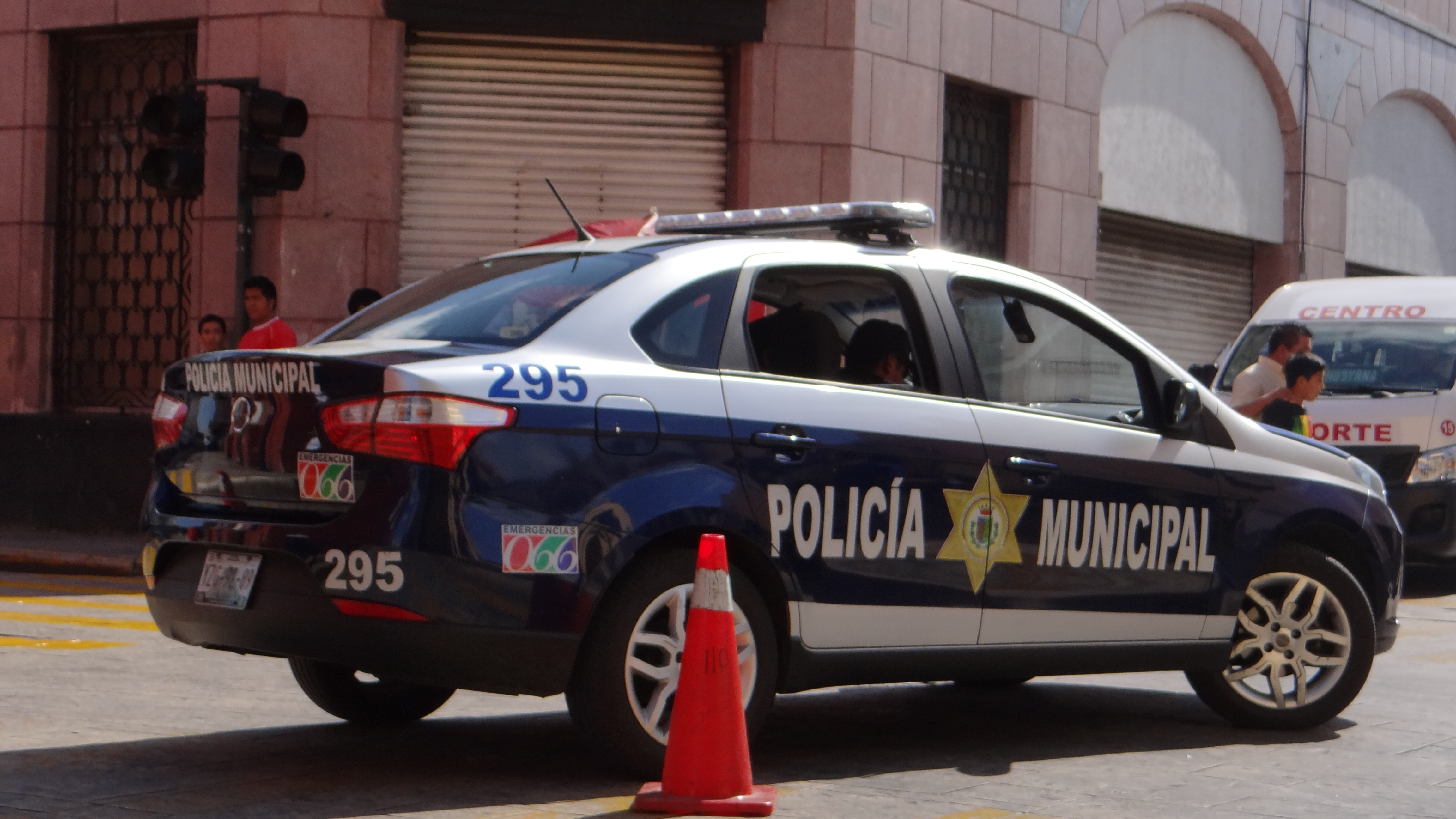
Dodge Vision
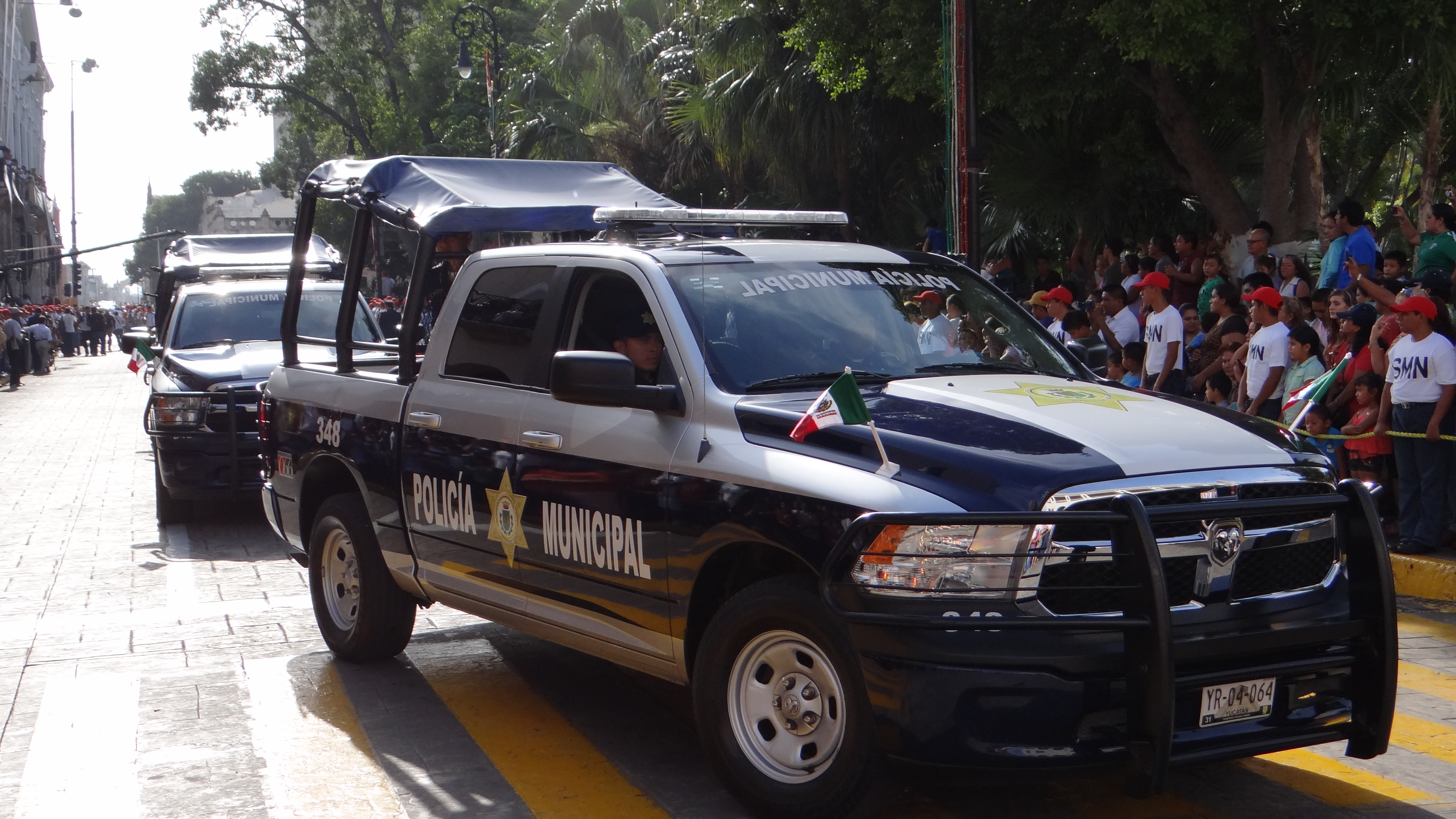
Dodge RAM
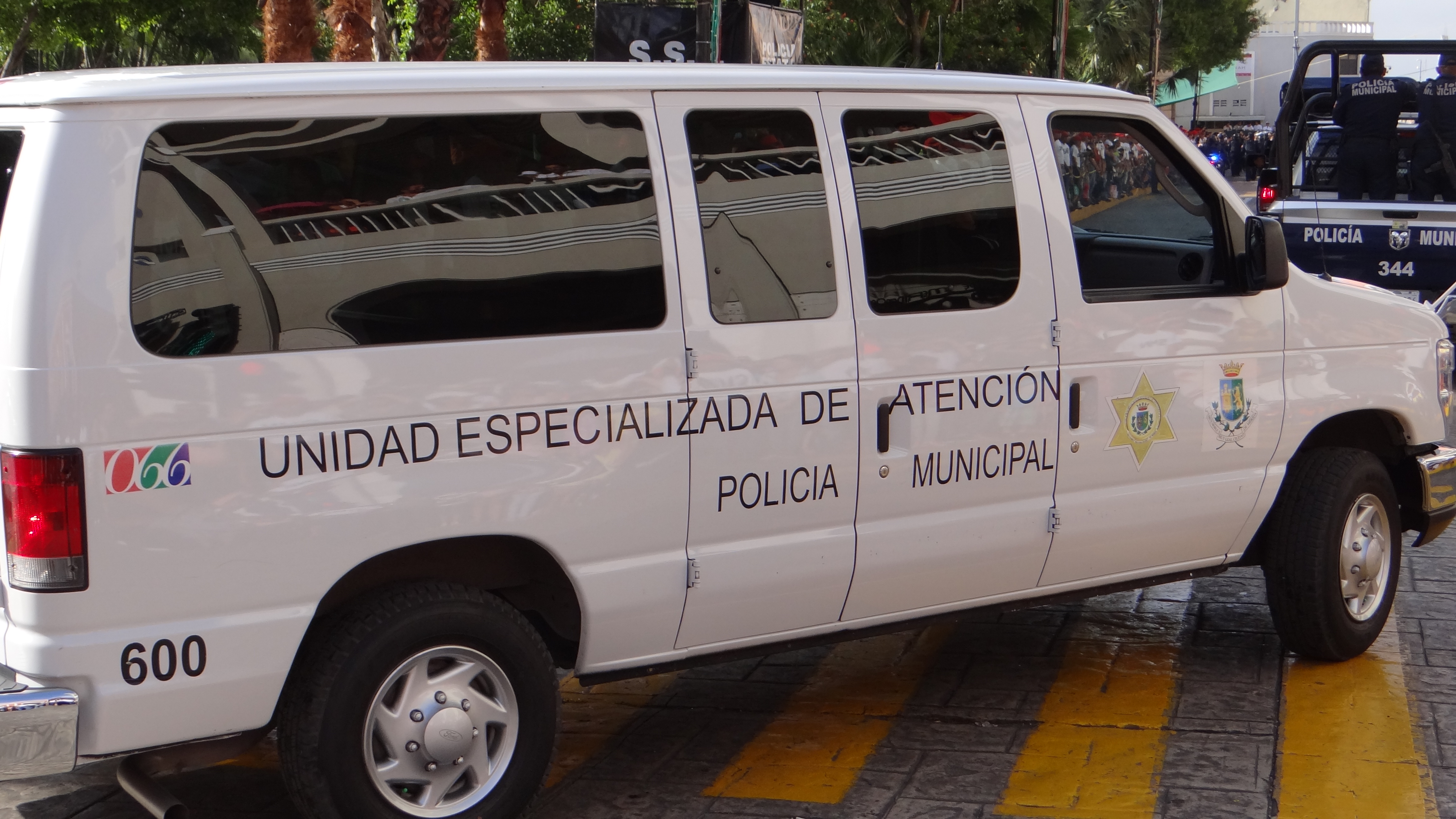
Ford Econoline
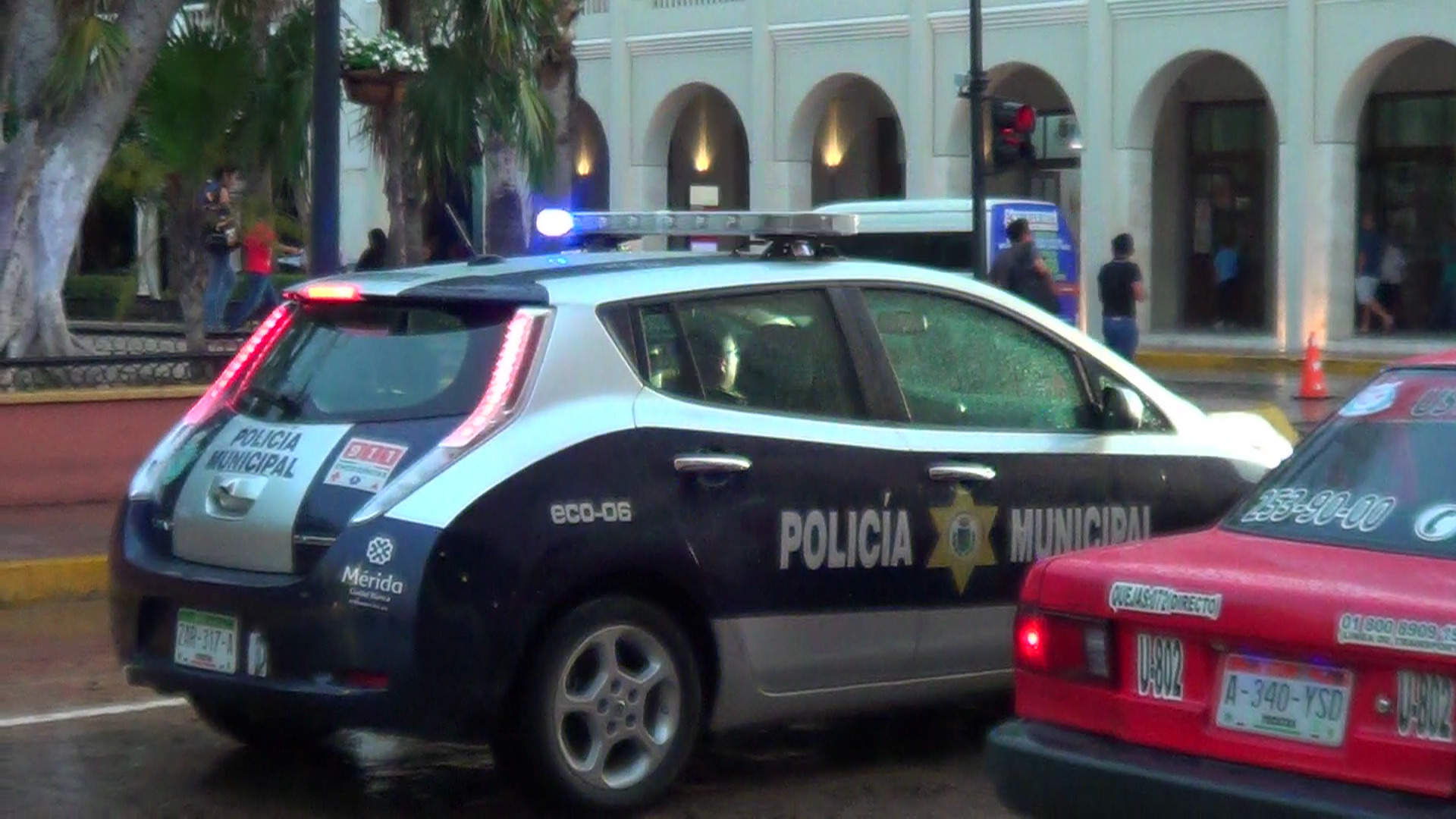
Nissan Leaf

Además de contar con otros vehículos como: 
- Nissan Altima
- Hyundai Sonata
- Hyundai Elentra
- Ford F-150
- Ford Ranger
- Chevrolet Colorado
- Renault ZE
- Suzuki Kingsquad 750
- JAC Esei 4 Pro

## Directores de la Policía Municipal
| Número | Titular                       | Periodo en el cargo                            | Presidente(a) municipal en turno | Periodo del presidente municipal                      | Notas  |
| ------ | ----------------------------- | ---------------------------------------------- | -------------------------------- | ----------------------------------------------------- | ------ |
| 5°     | Rafael Jesús Chaires Cuevas   | Desde el 1° de septiembre de 2024              | Cecilia Patrón Laviada           | Desde el 1° de septiembre de 2024                     |        |
| 4°     | Mario Arturo Romero Escalante | 1 de septiembre de 2012 - 31 de agosto de 2024 | Alejandro Ruz Castro             | 5 de noviembre de 2023 - 31 de agosto de 2024         |        |
| 4°     | Mario Arturo Romero Escalante | 1 de septiembre de 2012 - 31 de agosto de 2024 | Renán Barrera Concha             | 1 de septiembre de 2021 - 5 de noviembre de 2023      | [ 18 ] |
| 4°     | Mario Arturo Romero Escalante | 1 de septiembre de 2012 - 31 de agosto de 2024 | Alejandro Ruz Castro             | 9 de abril de 2021 - 22 de julio de 2021 (Interino)   |        |
| 4°     | Mario Arturo Romero Escalante | 1 de septiembre de 2012 - 31 de agosto de 2024 | Renán Barrera Concha             | 1 de septiembre de 2018 - 8 de abril de 2021          | [ 19 ] |
| 4°     | Mario Arturo Romero Escalante | 1 de septiembre de 2012 - 31 de agosto de 2024 | María Dolores Fritz Sierra       | 8 de enero de 2018 - 31 de agosto de 2018 (Interina)  |        |
| 4°     | Mario Arturo Romero Escalante | 1 de septiembre de 2012 - 31 de agosto de 2024 | Mauricio Vila Dosal              | 1 de septiembre de 2015 - 7 de enero de 2018          | [ 20 ] |
| 4°     | Mario Arturo Romero Escalante | 1 de septiembre de 2012 - 31 de agosto de 2024 | Renán Barrera Concha             | 1 de septiembre de 2012 - 31 de agosto de 2015        | [ 21 ] |
| 3°     | Federico Cuesy Adrián         | 15 de marzo de 2011 - 31 de agosto de 2012     | Álvaro Omar Lara Pacheco         | 20 de enero de 2020 - 31 de agosto de 2012 (Interino) |        |
| 3°     | Federico Cuesy Adrián         | 15 de marzo de 2011 - 31 de agosto de 2012     | Angélica Araujo Lara             | 1 de julio de 2010 - 14 de marzo de 2011              | [ 22 ] |
| 2°     | Francisco Calera Reyes        | 10 de septiembre de 2005 - 14 de marzo de 2011 | Angélica Araujo Lara             | 1 de julio de 2010 - 14 de marzo de 2011              |        |
| 2°     | Francisco Calera Reyes        | 10 de septiembre de 2005 - 14 de marzo de 2011 | César Bojórquez Zapata           | 1 de julio de 2007 - 30 de junio de 2010              |        |
| 2°     | Francisco Calera Reyes        | 10 de septiembre de 2005 - 14 de marzo de 2011 | Manuel Fuentes Alcocer           | 1 de julio de 2004 - 30 de junio de 2007              | [ 23 ] |
| 1°     | Benjamín Millet Molina        | 9 de junio de 2003 - 10 de septiembre de 2005  | Manuel Fuentes Alcocer           | 1 de julio de 2004 - 30 de junio de 2007              |        |
| 1°     | Benjamín Millet Molina        | 9 de junio de 2003 - 10 de septiembre de 2005  | Ana Rosa Payán                   | 1 de julio de 2001 - 30 de junio de 2004              |        |